# Церква Покрови Пресвятої Богородиці (Жабинці)
Церква Покрови Пресвятої Богородиці в Жабинцях — парафія і храм греко-католицької громади Копичинецького деканату Української греко-католицької церкви в селі Жабинці Чортківського району Тернопільської области.

## Історія церкви
На початку XVIII століття православні віряни села перейшли до Греко-Католицької Церкви.
У 1906 році був збудований храм, освячений того ж року владикою Станиславівської єпархії Григорієм Хомишиним.
До 2004 року це була дочірня парафія села Коцюбинці. У 2004 році парафія і храм Покрови Пресвятої Богородиці отримали самостійний статус.
При парафії діють такі спільноти:
- Братство «Апостольство молитви» (1993)
- Спільнота «Матері в молитві» (2013, керівник — Наталія Захарків)
- Вівтарна дружина (керівник — Володимир Невінський)

Також працює недільна школа, яку очолює катехит Ольга Мазник.

## Парохи
- о. Вільницький,
- о. Томашівський,
- о. Михайло Клим (1946),
- о. Ігор Мохун (1990-2004),
- о. Володимир Подолях (з 18 лютого 2004[1]).